# Ключ 3
Ключ 3 (иер. 丶) со значением «точка», третий по порядку из 214 традиционного списка иероглифических ключей, используемых при написании иероглифов. Составляет восемь принципов юн.
В словаре Канси под этим ключом содержится только 10 символов (из 49 030).

## Примеры
| Доп. черты | Примеры                                  |
| ---------- | ---------------------------------------- |
| 0          | 丶 zhǔ «точка»                           |
| 1          | 丷 (знак корейского кугёль)              |
| 2          | 丸 wán «пуля»                            |
| 3          | 丹 dān «аленький», 为 wéi «делать, быть» |
| 4          | 主 lí «владелец, хозяин», 丼 jǐng «чаша» |
| 7          | 丽 lì «красивая, прекрасная»             |
| 8          | 举 jǔ «поднять, рекомендовать»           |